# 裂稃草属
裂稃草属（学名：Schizachyrium）是禾本科下的一个属。该属共有约50种，多分布于热带、亚热带地区。